# Zootropolis
Zootropolis (oorspronkelijke titel: Zootopia) is een Amerikaanse 3D-animatiefilm uit 2016, geproduceerd door Walt Disney Animation Studios en geregisseerd door Byron Howard en Rich Moore. Het is de 55ste animatiefilm van Disney.

## Verhaal
Zootropolis is een grote stad, verdeeld in verschillende wijken waar alle dieren groot en klein, zowel roofdieren als prooien, in harmonie met elkaar wonen. Judy Hopps is een vrouwelijk konijn dat in Konijnenburcht woont, een klein dorpje waar haar familie al generaties lang wortelen teelt. Ze droomt om bij de politie te gaan en studeert na een moeilijk parcours als eerste af van haar klas op de politieacademie. Nick Wilde is een sluwe vos die zijn brood verdient als kleine oplichter. Wanneer Hopps enkel als parkeerwachter een opdracht krijgt is ze zeer teleurgesteld. Het politiekorps is op zoek naar veertien vermiste inwoners en Hopps kan Chief Bogo, haar politiechef, zover krijgen dat ze ook op zoek mag naar een vermiste otter, Mr. Emmitt Otterton. Maar wanneer ze hem niet binnen de 48 uur kan vinden, dient ze haar ontslag te geven. 
Judy ziet dat Nick Wilde meneer Otterton een ijsje had verkocht vlak voor hij verdween en dwingt Wilde haar te helpen. Otterton blijkt te zijn opgehaald door een limousine in opdracht van een maffiabaas: de poolspitsmuis Mr. Big. Deze had echter niks kwaads in de zin maar had de otter nodig voor de bruiloft van zijn dochter. Het blijkt dat Otterton in de auto ineens doordraaide en de chauffeur Renato Manchas (een zwarte jaguar) aanviel. Wanneer Judy en Nick  Manchas willen ondervragen wordt deze ineens ook wild en valt hen aan. Ze alarmeren Chief Bogo maar wanneer deze met versterkingen arriveert blijkt de doorgedraaide Manchas verdwenen. Chief Bogo is woedend voor niets te zijn opgetrommeld en wil Judy direct ontslaan, maar Nick herinnert hem eraan dat ze nog 10 uur de tijd heeft Otterton te vinden. Via camera's die overal langs de weg staan opgesteld weten Judy en Nick te achterhalen dat Manchas ontvoerd is en waar hij naartoe is gebracht.
Burgemeester Lionheart blijkt de vermiste dieren te hebben ontvoerd. Stuk voor stuk zijn het roofdieren die wild en bloeddorstig zijn geworden en Lionheart probeert ze tijdig te isoleren en te onderzoeken. Judy en Nick ontmaskeren hem waarop hij wordt gearresteerd en de locoburgemeester, het schaap Dawn Bellwether, tot burgemeester wordt benoemd. Judy praat haar mond op een persconferentie echter voorbij en het gegeven dat roofdieren plotseling 'weer wild worden' zaait angst onder de prooidieren. Nick voelt zich behoorlijk gekwetst door Judy en zegt de vriendschap op. Ook de andere roofdieren worden vermeden en soms zelfs gediscrimineerd. Teleurgesteld over wat ze in gang heeft gezet neemt Judy ontslag en gaat bij haar ouders op de wortelboerderij werken.
Daar ontdekt Judy dat er giftige bloemen bestaan waarvan het gif dieren volledig doet doordraaien, de 'nachthuiler'. Ze gaat direct terug en weet Nick over te halen haar te helpen de zaken recht te zetten. Ze ondervragen eerst Duke Weaselton, een dief die Judy op het stelen van beschimmelde uien betrapte. Weaselton stal echter geen uien, maar nachthuilerbollen om door te verkopen. De kopers blijken een bende schapen te zijn, die serum uit de bloemen winnen dat met een speciaal injectiepistool aan roofdieren toegediend kan worden, zodat ze wild worden. Judy en Nick weten het bewijsmateriaal te stelen maar op het punt dat ze het aan Dawn Bellwether willen overhandigen, realiseren ze zich dat zij het brein achter de bende is. Door prooidieren tegen roofdieren op te zetten hoopt ze haar eigen macht te versterken en een zondebok te creëren. Ze probeert Judy te doden door Nick met gif te injecteren, maar Judy had de gifcapsules verwisseld en het gif werkt niet. Algauw komt Bellwether erachter dat het nachthuilergif verwisseld is met bosbessen van de wortelboerderij. Bovendien hebben Nick en Judy genoeg belastende verklaringen opgenomen om Bellwether en de schapen te laten arresteren.
De besmette roofdieren worden genezen met een tegengif en Judy krijgt haar baan bij de politie terug. Twee maanden later verwelkomt de politie een nieuwe collega: het is Nick Wilde.

## Stemverdeling
| Personage                                       | Engelse stem                                | Nederlandse stem              | Vlaamse stem          |
| ----------------------------------------------- | ------------------------------------------- | ----------------------------- | --------------------- |
| Judy Hopps                                      | Ginnifer Goodwin                            | Leonoor Koster                | Cathy Petit           |
| Nick Wilde                                      | Jason Bateman                               | Alexander de Bruijn           | Dieter Troubleyn      |
| Chief Bogo                                      | Idris Elba                                  | Simon Zwiers                  | Ivan Pecnik           |
| Officier Benjamin Clawhauser                    | Nate Torrence                               | Jelle Amersfoort              | Sam De Bruyn          |
| Leodore Lionheart (burgemeester van Zootopia)   | J.K. Simmons                                | Leo Richardson                | Jos Dom               |
| Dawn Bellwether (locoburgemeester van Zootopia) | Jenny Slate                                 | Jeske van de Staak            | Kirsten Cools         |
| Bonnie Hopps (moeder van Judy)                  | Bonnie Hunt                                 | Hilke Bierman-van Aken        | Gerdy Swennen         |
| Stu Hopps (vader van Judy)                      | Don Lake                                    | Finn Poncin                   | Marc Coessens         |
| Gazelle                                         | Shakira                                     | Desi van Doeveren             | Heidi Van Tielen      |
| Mr. Big                                         | Maurice LaMarche                            | Sander de Heer                | Rocco Granata         |
| Duke Weaselton                                  | Alan Tudyk                                  | Frans Frederiks               | Bram Van Outryve      |
| Yax                                             | Tommy Chong                                 | Tygo Gernandt                 | Piet Goddaer          |
| Mevrouw Otterton                                | Octavia Spencer                             | Marjolein Algera              | Ann Ceurvels          |
| Jonge Nick Wilde                                | Kath Soucie                                 | Roan Pronk                    | Quinten Hardonk       |
| Jonge Judy Hopps                                | Della Saba                                  | Eva Kolsteren                 | Lotte Heuten          |
| Flash Slothmore                                 | Raymond S. Persi                            | Erik van der Horst            | Jan Van Hecke         |
| Majoor Friedkin (Drill Sergeant)                | Fuschia!                                    | Joanne Telesford              | Charissa Parassiadis  |
| Jerry Jumbeaux Jr. (ijsverkoper)                | John DiMaggio                               | Lucas Dietens                 | Bert Van Poucke       |
| Gideon Grey                                     | Phil Johnston                               | Dennis Willekens              | Thomas Van Goethem    |
| Madge Honey (Badger Dokter)                     | Katie Lowes                                 | Nienke Brinkhuis              | Anke Helsen           |
| Nangi                                           | Gita Reddy                                  | Hymke de Vries                | Anke Helsen           |
| Renato Manchas                                  | Jesse Corti                                 | Has Drijver                   | Pieter Jan De Paepe   |
| Finnick (Nick's partner-in-crime)               | Tiny Lister                                 | Murth Mossel                  | Philippe Bernaerts    |
| Frantic Varken                                  | Josh Dallas                                 | Dennis Willekens              | Reuben De Boel        |
| Fru Fru (Mr. Big's dochter)                     | Leah Latham                                 | Fleur van de Water            | Maja Van Honsté       |
| Doug Ramses                                     | Rich Moore                                  | Joost Claes                   | Pieter Jan De Paepe   |
| Peter Moosebridge (VS) Moosos Alexander (VK)    | Peter Mansbridge (VS) Vassos Alexander (VK) | Ad Knippels                   | Philippe Bernaerts    |
| Bucky Oryx-Antlerson (Kudu)                     | Byron Howard                                | Daan van Rijssel              | Pieter Jan De Paepe   |
| Pronk Oryx-Antlerson (Oryx)                     | Jared Bush                                  | Seb van den Berg              | Bram Van Outryve      |
| Agent McHorn                                    | Mark Rhino Smith                            | Oscar Siegelaar               | Pieter Jan De Paepe   |
| Dharma Armadillo (Judy's huisbaas)              | Josie Trinidad                              | Frédérique Sluyterman van Loo | Ingrid Van Rensbergen |
| Bouwmuis                                        | John Lavelle                                | Hein Gerrits                  | Reuben De Boel        |
| Priscilla Tripletoe                             | Kristen Bell                                | Nine Meijer                   | Myriam Bronzwaar      |
| Fabienne Growley                                | Fabienne Rawley                             | Sanne Bosman                  | Julie Van den Steen   |

 De overige stemmen in de originele versie werden ingesproken door: Evelyn Wilson Bresee, Hewitt Bush, Jill Cordes, Madeleine Curry, Terri Douglas, Melissa Goodwin Shepherd, Zach King, Dave Kohut, Jeremy Milton, Pace Paulsen, Bradford S. Simonsen, Claire K. Smith, Jackson Stein, David A. Thibodeau, John Wheeler en Hannah G. Williams.

De overige stemmen in de Nederlandse versie werden ingesproken door: Lieke van den Akker, Valentijn Banga, Olivier Banga, Échica Florijn, Huub Dikstaal, Boyan van der Heijden, Jurjen van Loon, Jan Nonhof, Rutger Le Poole, Renée van Wegberg, Jelle Stout, Nicole van Dorp, Timo Verbeek, Machiel Verbeek en Julius de Vriend.

De overige stemmen in de Vlaamse versie werden ingesproken door: Leeloo Gilbert, Nalu Gilbert en Xander De Hert.

## Productie
De film kwam in Amerika uit onder de titel Zootopia en in Europa onder de titel Zootropolis.
De filmmuziek werd gecomponeerd door Michael Giacchino en de originele titelsong Try Everything wordt gezongen door Shakira.

## Prijzen en nominaties
De belangrijkste:
| Jaar | Prijs                  | Categorie                             | Genomineerde(n)                       | Uitslag     |
| ---- | ---------------------- | ------------------------------------- | ------------------------------------- | ----------- |
| 2017 | Academy Awards         | Beste animatiefilm                    | Beste animatiefilm                    | Gewonnen    |
| 2017 | Golden Globe Awards    | Beste animatiefilm                    | Beste animatiefilm                    | Gewonnen    |
| 2017 | Satellite Awards       | Beste geanimeerde of mixed media film | Beste geanimeerde of mixed media film | Genomineerd |
| 2016 | Critics' Choice Awards | Beste animatiefilm                    | Beste animatiefilm                    | Gewonnen    |